# Moraro
Moraro est une commune italienne de la province de Gorizia dans la région Frioul-Vénétie Julienne en Italie.

## Administration
| Période                                  | Période | Identité | Étiquette | Qualité |
| ---------------------------------------- | ------- | -------- | --------- | ------- |
|                                          |         |          |           |         |
| Les données manquantes sont à compléter. |         |          |           |         |

### Communes limitrophes
Capriva del Friuli, Cormons, Farra d'Isonzo, Gradisca d'Isonzo, Mariano del Friuli, San Lorenzo Isontino